# Thám tử lừng danh Conan: Kho báu dưới đáy đại dương
Thám tử lừng danh Conan: Kho báu dưới đáy đại dương (名探偵コナン 紺碧の棺 Meitantei Konan: Konpeki no Jorī Rojā) là bộ phim hoạt hình chính thứ 11 của bộ truyện tranh Thám tử lừng danh Conan được ra mắt tại Nhật Bản năm 2007, với thám tử chính là Kudo Shinichi. Tại Việt Nam phim được chiếu trên kênh HTV3 lần đầu vào ngày 12 tháng 2 2017.

## Tóm tắt
Koumijima (Đảo Koumi) là một hòn đảo đẹp nằm trên vùng ven biển Thái Bình Dương. Nơi đây có một truyền thuyết nói rằng có một ngôi nhà cổ nằm dưới đáy biển được gọi là "Biệt thự dưới đáy biển" cùng với 2 nữ cướp biển, "Anne Bonney" và "Mary Read", họ đã để lại số kho báu từ khoảng 300 năm trước.
Conan cùng mọi người đi tới đảo Koumi nghỉ mát thì gặp phải những kẻ đang săn lùng kho báu. Một trong những gã đó khi đang tìm kiếm "Biệt thự dưới đáy biển" thì bị cá mập tấn công rồi chết. Sau đó họ phát hiện rằng máu của cá đã được trét lên người gã thợ săn để dụ dỗ cá mập. Với manh mối đó, Conan và mọi người bắt đầu vào cuộc điều tra mờ ám.

## Phân vai
| Nhân vật            | Diễn viên lồng tiếng | Diễn viên lồng tiếng |
| ------------------- | -------------------- | -------------------- |
| Nhân vật            | Nhật Bản             | Việt Nam             |
| Edogawa Conan       | Takayama Minami      | Hoàng Khuyết         |
| Kudo Shinichi       | Yamaguchi Kappei     | Hoàng Khuyết         |
| Mouri Ran           | Yamazaki Wakana      | Thúy Hằng            |
| Mouri Kogoro        | Kamiya Akira         | Trần Vũ              |
| Suzuki Sonoko       | Matsui Naoko         | Ngọc Quyên           |
| Agasa Hiroshi       | Ogata Kenichi        | Chơn Nhơn            |
| Haibara Ai          | Hayashibara Megumi   | Ái Phương            |
| Yoshida Ayumi       | Iwai Yukiko          | Kim Ngọc             |
| Tsuburaya Mitsuhiko | Ōtani Ikue           | Chánh Tín            |
| Kojima Genta        | Takagi Wataru        | Thiện Trung          |
| Thanh tra Megure    | Chafurin             | Trí Luân             |
| Shiratori Ninzaburo | Inoue Kazuhiko       | Tuấn Anh             |
| Sato Miwako         | Yuya Atsuko          | Huyền Trang          |
| Takagi Wataru       | Takagi Wataru        | Quang Tuyên          |
| Iwanaga Jouji       | Horiuchi Kenyu       | Minh Vũ              |
| Mabuchi Chika       | Omoto Makiko         | Thu Huyền            |
| Yamaguchi Kimiko    | Kurata Masayo        | Linh Phương          |
| Matsumoto Mitsuji   | Nakata Jouji         | Tất My Ly            |
| Mima Kazuo          | Hozumi Takanobu      | Hạnh Phúc            |
| Tayama Tomoyoshi    | Kuroda Tayaka        | Tấn Phong            |

## Âm nhạc
Aiuchi Rina & U-ka Saegusa:「七つの海を渡る風のように」(Nanatsu no Umi wo Wataru Kaze no You ni)
- Lời: Aiuchi Rina & U-ka Saegusa
- Nhạc: Aika Ohno
- Sắp xếp: Hayama Takeshi

## Sản xuất
- Hãng phim hoạt hình: TMS Entertainment
- Phân phối: Toho
- Sản xuất: NTV
- Shogakukan, Ltd.
- Shogakukan,Inc
- TMS Entertainment
- Yomiuri TV